# Цуриковка
Цуриковка (каз. Цуриковка) — упразднённое село в Айыртауском районе Северо-Казахстанской области Казахстана. Входило в состав Имантауского сельского округа. Код КАТО — 593243600. Упразднено в 2018 году.

## Население
В 1999 году население села составляло 112 человек (59 мужчин и 53 женщины). По данным переписи 2009 года в селе проживало 15 человек (10 мужчин и 5 женщин).